# Danique Kerkdijk
Danique Kerkdijk (nacida el 1 de mayo de 1996) es una futbolista neerlandesa que juega como defensa en el Brighton & Hove Albion inglés. A nivel internacional, juega para la selección de fútbol de los Países Bajos.

## Carrera de clubes

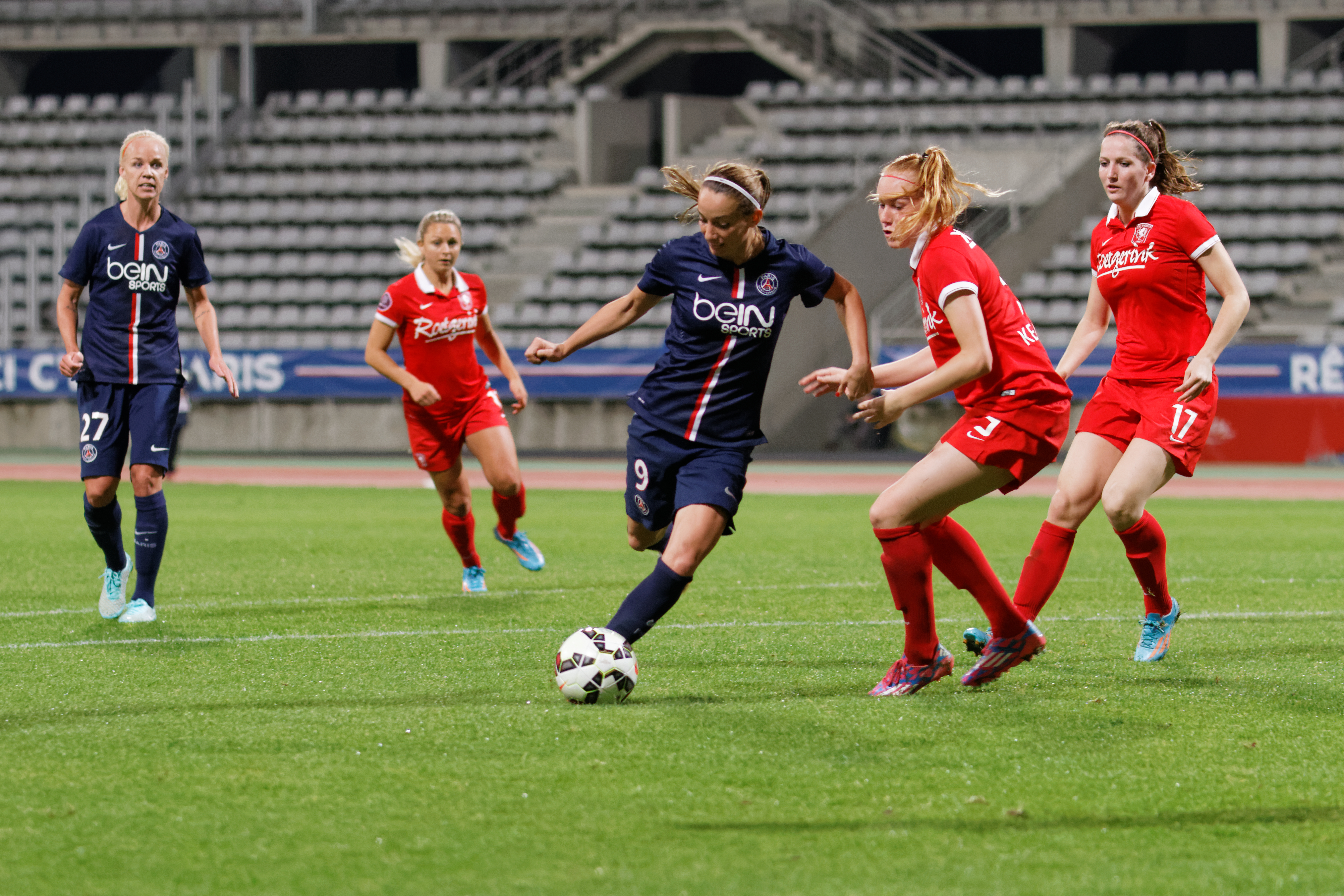
Kerkdijk jugando para el FC Twente en un partido contra el Paris Saint-Germain por la Champions League 2014-15 el 14 de octubre de 2014

Su carrera comenzó en los equipos juveniles del club amateur SC Overwetering en Olst. Durante la temporada 2009-10, formó parte de un grupo de entrenamiento de jugadores menores de 14 años, entrenando tanto en SC Overwetering como en FC Twente. Una temporada después, se convirtió en juvenil del FC Twente; en 2012 llegó al primer equipo del club (que juega en la BeNe League / Eredivisie), en 2013 comenzó a jugar partidos de forma regular con el primer equipo y en 2014 firmó su primer contrato profesional con el club. Durante los años siguientes en el club ganó muchos títulos, jugó 88 partidos y anotó cinco goles. 
Tras el final de la temporada 2016-17 con el FC Twente, fichó por el Bristol City, de la FA WSL 1 de Inglaterra. En el anuncio, dijo: "Estoy realmente impresionada con la visión del club para el futuro, creo que este es el mejor lugar para crecer y desarrollarme como jugadora". Hizo su debut con el equipo en la derrota por 6-0 contra el campeón Chelsea LFC en septiembre de 2017. Kerkdijk expresó la esperanza de que el mayor nivel de entrenamiento en Bristol en comparación con Twente resulte en continuas convocatorias para la selección nacional.
El 1º de junio de 2019, Danique fichó por el Brighton & Hove Albion de la WSL.

## Carrera internacional
Kerkdijk progresó en las divisiones juveniles de la selección de los Países Bajos, ganando la Eurocopa Sub-19 2014, antes de llegar a la selección absoluta.
Debutó con la selección absoluta el 17 de septiembre de 2015, en una victoria amistosa por 8-0 sobre Bielorrusia.
En abril de 2015, se anunció que Kerkdijk era una de las siete jugadoras del FC Twente preseleccionadas para la Copa Mundial 2015. Sin embargo, no quedó entre las 23 jugadoras finalmente seleccionadas.

## Honores

### Club
FC Twente
- BeNe League (2): 2012-13, 2013-14
- Eredivisie (3): 2013–14*, 2014–15*, 2015–16
- Copa Femenina KNVB (1): 2014-15

* Durante el período de la BeNe League (2012 a 2015), el equipo neerlandés mejor clasificado es considerado campeón nacional por la Real Asociación Neerlandesa de Fútbol.

### Internacional
Países Bajos sub-19
- Eurocopa Sub-19 (1): 2014

Selección de los Países Bajos
- Copa Algarve : 2018[12]